# ناحیه سیلور کریک، میشیگان
ناحیه سیلور کریک (به انگلیسی: Silver Creek Township) یک منطقهٔ مسکونی در ایالات متحده آمریکا است که در شهرستان کاس، میشیگان واقع شده‌است.
 ناحیه سیلور کریک ۸۸٫۶ کیلومتر مربع مساحت و ۳٬۲۱۸ نفر جمعیت دارد و ۲۴۴ متر بالاتر از سطح دریا واقع شده‌است.